# Яковлевский сельсовет (Пензенская область)
Я́ковлевский сельсове́т — административно-территориальное образование в Бековском районе Пензенской области. Имеет статус сельского поселения.

## География
Яковлевский сельсовет расположен в северной части Бековского района и граничит на западе — с Тамалинским районом Пензенской области, на севере — с Тамалинским, Сердобским и Белинским районами Пензенской области, на востоке — с Пяшинским сельсоветом Бековского района, на юге — с Миткирейским и Ивановским сельсоветами Бековского района. Расстояние до административного центра района пгт Беково — 41 км, до областного центра г. Пенза — 113 км. На территории сельсовета берут своё начало реки Мача, Шмаруха. Площадь территории сельсовета — 14447,99 га.

## История
Яковлевский сельсовет с населёнными пунктами Яковлевка, Вислый, Крутой, с административным центром село Яковлевка, образован 21 ноября 1996 года. Между 2000 и 2004 годами в состав Яковлевского сельсовета вошли населённые пункты Александровка и Николаевка Свищёвского сельсовета Белинского района Пензенской области. Согласно Закону Пензенской области № 1992-ЗПО от 22 декабря 2010 года, в Яковлевский сельсовет включены населённые пункты упразднённого Мача-Родниковского сельсовета: Мача-Родники и Александровка.. 23 ноября 2010 года деревне Александровке бывшего Мача-Родниковского сельсовета присвоен статус села.

## Население
| 2002 | 2007 | 2010 | 2011 | 2012 | 2013 | 2014 |
| ---- | ---- | ---- | ---- | ---- | ---- | ---- |
| 566  | ↘523 | ↘503 | ↗865 | ↘820 | ↘793 | ↘759 |
| 2015 | 2016 | 2017 | 2018 | 2021 |      |      |
| ↘719 | ↘703 | ↘682 | ↘659 | ↘567 |      |      |

Примечание. Увеличение числа жителей в 2011 году произошло после присоединения населённых пунктов упразднённого Мача-Родниковского сельсовета.
| населённый пункт   | д. Александровка | с. Александровка | Вислый | Крутой | Мача-Родники | Николаевка | Яковлевка |
| ------------------ | ---------------- | ---------------- | ------ | ------ | ------------ | ---------- | --------- |
| количество жителей | 1                | 120              | 0      | 48     | 233          | 3          | 460       |

## Населённые пункты
В состав поселения входят следующие населённые пункты:
- село Яковлевка — административный центр сельсовета;
- село Мача-Родники;
- село Александровка (ранее — Мача-Родниковского сельсовета);
- деревня Александровка (ранее — Свищёвского сельсовета Белинского района);
- деревня Николаевка;
- хутор Крутой.

### Упразднённые населённые пункты
В декабре 2015 года хутор Вислый исключён из учётных данных административно-территориального устройства Пензенской области как населённый пункт фактически прекративший своё существование, в котором отсутствуют официально зарегистрированные жители.

## Инфраструктура
На территории Яковлевского сельсовета расположены: 9 магазинов, автозаправочная станция, мельница, сельский клуб, библиотека, спортзал, 2 почтовых отделения (в сёлах Мача-Родники и Яковлевка), основная общеобразовательная школа (в селе Яковлевка), 3 фельдшерско-акушерских пункта (в сёлах Александровка, Мача-Родники, Яковлевка).
В сёлах Александровка, Мача-Родники, Яковлевка имеются сетевая газификация и централизованное водоснабжение, хутор Крутой также газифицирован.
По территории сельсовета проходят трассы регионального значения:
- автодорога «Тамбов — Пенза» — Беково с асфальтовым покрытием;
- автодорога «Яковлевка — Тамала» с асфальтовым покрытием длиной 12.27 км.

## Администрация
442948, Пензенская область, Бековский район, с. Яковлевка, ул. Центральная, 23 а. Тел.: +7 84141 56-132.
Главой администрации Яковлевского сельсовета является Макеева Людмила Викторовна.